# Sphecodes hesperellus
Sphecodes hesperellus là một loài Hymenoptera trong họ Halictidae. Loài này được Cockerell mô tả khoa học năm 1904.